# Formacja przenikania

Formacja przenikania

Formacja przenikania – w giełdowej analizie technicznej trendów cenowych formacja świecowa kontynuacji hossy, będąca odwrotnością formacji zasłony ciemnej chmury. Składa się z dwóch długich świec japońskich, z których pierwsza jest czarna, a druga - biała. Cena otwarcia drugiej świecy znajduje się poniżej dolnego krańca pierwszej świecy a jej cena zamknięcia powyżej połowy wysokości korpusu pierwszej świecy.